# Cillian Murphy

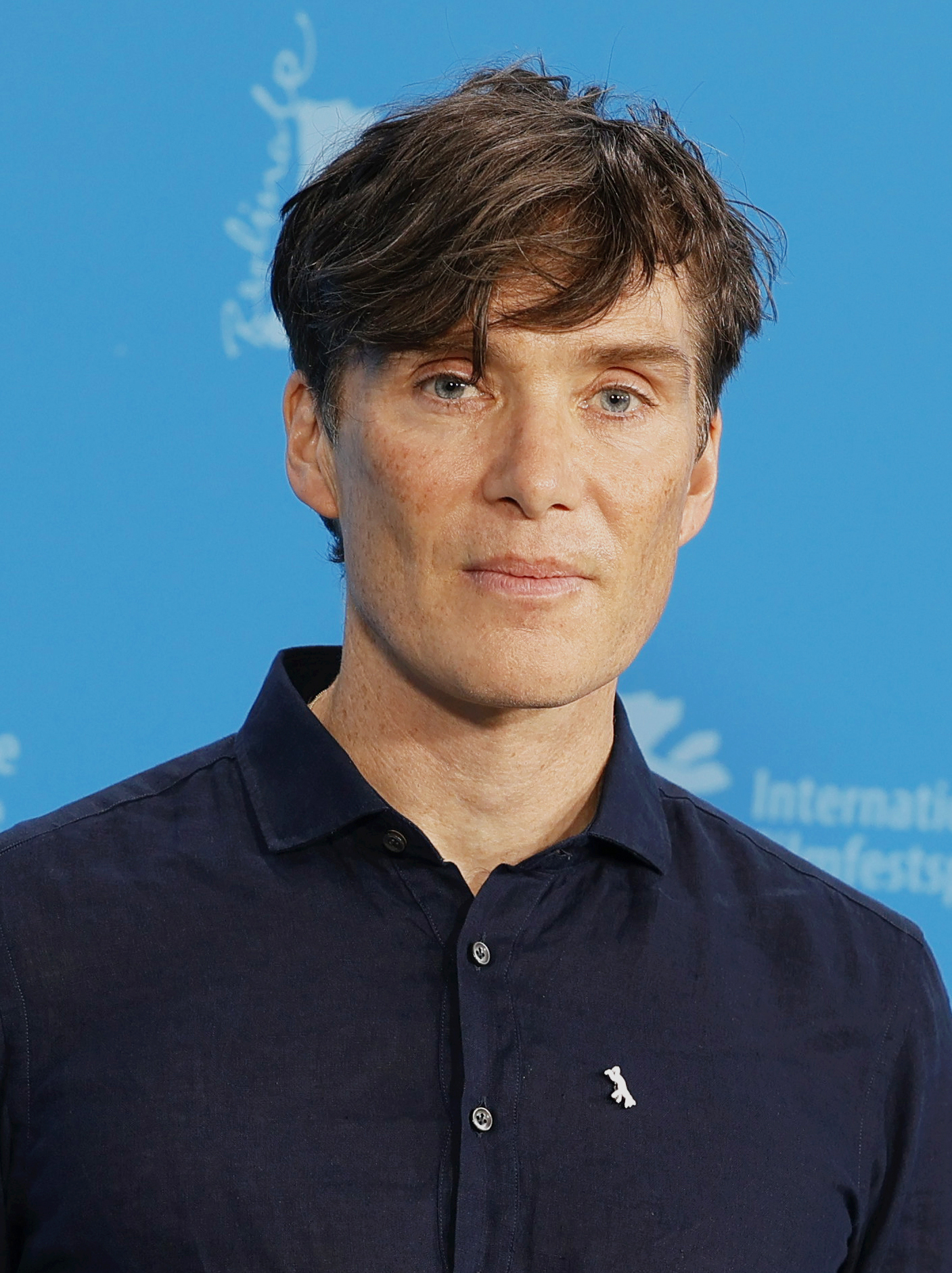
Cillian Murphy, 2024

Cillian Murphy [ˈkɪliən ˈmɜː(r)fi] (* 25. Mai 1976 in Douglas, County Cork, Irland) ist ein irischer Schauspieler. Seine Darstellung als Robert Oppenheimer in der Filmbiografie Oppenheimer brachte ihm mehrere Preise ein, darunter 2024 den Oscar als bester Hauptdarsteller.

## Leben
Cillian Murphy wuchs in Ballintemple, einem Stadtteil von Cork, als ältestes von vier Kindern auf. Sein Vater arbeitete für das Department of Education and Skills, eine Regierungsbehörde, seine Mutter war Französischlehrerin. In seiner Kindheit war Murphy musikalisch stark aktiv und schrieb auch erste eigene Lieder. Als gebürtiger Ire katholisch erzogen, besuchte er in seiner Jugend eine konfessionelle Schule, wo er aufgrund seines Benehmens häufig in Schwierigkeiten geriet. Da Murphy an Sport nicht sonderlich interessiert war, empfahl ihm sein damaliger Englischlehrer, der irische Poet und Autor William Wall, es mit der Schauspielerei zu versuchen. Murphy nahm dies zur Kenntnis, entschied sich jedoch, seinen ursprünglichen Traum weiterzuverfolgen, einmal Rockmusiker zu werden.
Mit Anfang zwanzig spielte Murphy zusammen mit seinem jüngeren Bruder als Gitarrist und Sänger in einer eigenen Band namens The Sons of Mr. Greengenes. Ein für 1996 geplanter Vertrag mit einem Londoner Musiklabel scheiterte jedoch an Geldmangel und der Schulpflicht seines zu diesem Zeitpunkt noch minderjährigen Bruders. Somit blieb der Erfolg der Band aus. Deshalb begann Murphy im selben Jahr noch ein Jura-Studium am University College Cork. Nachdem Murphy dort eine Bühneninszenierung von Uhrwerk Orange gesehen hatte, wurde sein Interesse an der Schauspielerei wieder geweckt. Daraufhin trat er der örtlichen Theatergruppe bei und wirkte in einer Reihe verschiedener Bühnenaufführungen mit. Infolgedessen brach er sein ohnehin schlecht laufendes Studium ab und entschied sich, hauptberuflicher Schauspieler zu werden.

## Karriere
Murphy schloss sich einer Schauspielgruppierung um den Dramatiker Enda Walsh an, mit welchem er zwei Jahre lang durch Europa, Kanada und Australien auf Tour ging und die Disco-Inszenierung Disco Pigs aufführte. Als Filmschauspieler konnte er zunächst Nebenrollen in kleineren Filmproduktionen und Kurzfilmen verbuchen, ehe er 2001 in dem irischen Filmdrama On the Edge die Hauptrolle des Jonathan Breech spielen durfte. Im selben Jahr zog Murphy nach Dublin und später nach London, um seine Karriere voranzutreiben.
Der internationale Durchbruch als Schauspieler gelang Murphy 2002 mit dem britischen Endzeit-Horrorfilm 28 Days Later, in dem er die männliche Hauptrolle spielte. Ein Jahr später war er in Unterwegs nach Cold Mountain neben Renée Zellweger und Jude Law zu sehen. 2004 kehrte Murphy noch einmal auf die Theaterbühne zurück, wo er in dem Stück Der Held der westlichen Welt in der Hauptrolle des Christy Mahon auftrat.
2005 sprach Murphy für die Rolle des Batman in dem Film Batman Begins vor. Zwar ging der Part letztlich an Christian Bale, doch Regisseur Christopher Nolan war so angetan von Murphys schauspielerischer Leistung, dass er dem Schauspieler die Rolle von Batmans Gegenspieler Scarecrow gab. Seitdem ist er zunehmend in Hauptrollen zu sehen. Im selben Jahr noch war er zum einen in dem Thriller Red Eye neben Rachel McAdams sowie im Drama Breakfast on Pluto neben Liam Neeson jeweils in der Hauptrolle zu sehen.
2006 spielte er in dem Goldene-Palme-Preisträger The Wind That Shakes the Barley von Ken Loach, der sich mit der irischen Geschichte befasst. 2008 übernahm er erneut die Rolle des Dr. Jonathan Crane, in Nolans Film The Dark Knight, wobei dieser nur einen kurzen Auftritt hatte. Ebenfalls 2008 war er in The Edge of Love als William Killick neben Keira Knightley und Sienna Miller zu sehen. 2009 übernahm er in der irisch-britischen Co-Produktion Kopfgeld – Perrier’s Bounty die Rolle eines von Schuldeneintreibern verfolgten jungen Mannes.

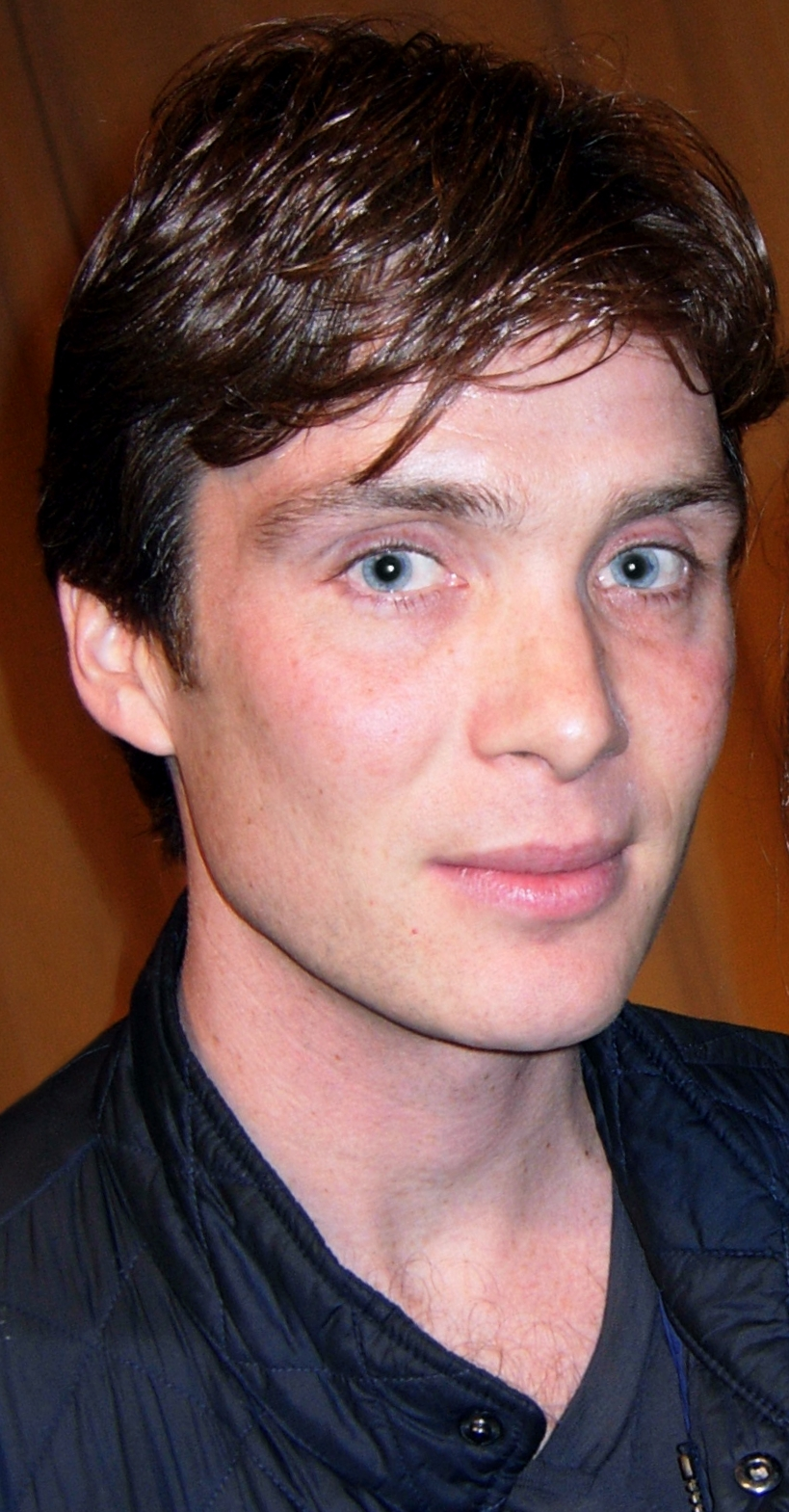
Cillian Murphy (2010)

2010 war Murphy in Nolans hochgelobtem Science-Fiction-Thriller Inception neben Leonardo DiCaprio zu sehen. 2011 spielte er in dem Endzeit-Horrorfilm Retreat die Hauptrolle des Martin und übernahm im selben Jahr in dem Science-Fiction-Film In Time – Deine Zeit läuft ab die Rolle eines Polizisten, genannt „Timekeeper“. 2012 trat er für The Dark Knight Rises erneut in seiner Rolle als Scarecrow auf. Dieser Film ist Murphys vierte Zusammenarbeit mit Regisseur Nolan. Ebenfalls 2012 spielte er in dem Filmdrama Red Lights neben Sigourney Weaver die männliche Hauptrolle.
2014 war Murphy in dem Science-Fiction-Film Transcendence an der Seite von Johnny Depp zu sehen. Regie führte dabei Wally Pfister, mit dem Murphy zuvor schon mehrfach in Christopher Nolans Filmen zusammengearbeitet hatte.
Von 2013 bis 2022 war Murphy der Hauptdarsteller in der britischen Fernsehserie Peaky Blinders – Gangs of Birmingham. 2016 spielte er einen slowakischen Widerstandskämpfer im Film Operation Anthropoid. 2017 spielte Murphy einen geschockten Soldaten im Film Dunkirk von Regisseur Christopher Nolan. 2023 verkörperte er die Titelrolle Robert Oppenheimer in Nolans Spielfilm Oppenheimer über den „Vater der Atombombe“, für die er 2024 mit dem Golden Globe und dem Oscar ausgezeichnet wurde. Eine weitere Hauptrolle folgte in der irisch-belgischen Koproduktion Small Things Like These (2024), nach dem gleichnamigen Roman von Claire Keegan. Das Drama wurde als Eröffnungsfilm der 74. Berlinale ausgewählt.

## Privates
Cillian Murphy ist seit August 2004 mit der Künstlerin Yvonne McGuinness verheiratet und hat zwei Söhne, die im Dezember 2005 und Juli 2007 geboren wurden. Die Familie lebt aktuell in Dublin, nachdem sie zuvor 14 Jahre lang in London gelebt hatte. Der ehemalige Katholik ist mittlerweile Atheist. 2007 unterstützte er eine politische Kampagne der Non-Profit-Organisation Rock the Vote in seiner Heimat Irland. Zu Murphys langjährigen Freunden zählen unter anderem die irischen Schauspielkollegen Colin Farrell und Liam Neeson.

## Filmografie (Auswahl)
- 1997: Quando
- 1998: The Tale of Sweety Barrett
- 1999: Eviction
- 1999: At Death’s Door
- 1999: Sunburn
- 1999: Der Schützengraben (The Trench)
- 2000: Filleann an Feall
- 2000: A Man of Few Words
- 2001: On the Edge
- 2001: How Harry Became a Tree
- 2001: Disco Pigs
- 2002: 28 Days Later
- 2003: Zonad
- 2003: Intermission
- 2003: Das Mädchen mit dem Perlenohrring (Girl with a Pearl Earring)
- 2003: Unterwegs nach Cold Mountain (Cold Mountain)
- 2005: Breakfast on Pluto
- 2005: Batman Begins
- 2005: Red Eye
- 2006: The Wind That Shakes the Barley
- 2007: Sunshine
- 2007: Liebe lieber ungewöhnlich – Eine Beziehung mit Hindernissen (Watching the Detectives)
- 2008: The Dark Knight
- 2008: The Edge of Love
- 2009: Kopfgeld – Perrier’s Bounty (Perrier’s Bounty)
- 2010: Peacock
- 2010: Inception
- 2010: Hippie Hippie Shake
- 2010: Tron: Legacy
- 2011: In Time – Deine Zeit läuft ab (In Time)
- 2011: Retreat
- 2012: Red Lights
- 2012: The Dark Knight Rises
- 2012: Broken
- 2013–2022: Peaky Blinders – Gangs of Birmingham (Peaky Blinders, Fernsehserie, 36 Folgen)
- 2014: Transcendence
- 2015: Im Herzen der See (In the Heart of the Sea)
- 2016: Operation Anthropoid (Antropid)
- 2016: Free Fire
- 2017: The Party
- 2017: Dunkirk
- 2018: The Delinquent Season
- 2019: Anna
- 2020: A Quiet Place 2 (A Quiet Place: Part II)
- 2021: All of This Unreal Time (Kurzfilm)
- 2023: Oppenheimer
- 2024: Small Things Like These

## Auszeichnungen
Oscar
- 2024: Auszeichnung als Bester Hauptdarsteller für Oppenheimer

Golden Globe
- 2006: Nominierung als Bester Hauptdarsteller – Komödie oder Musical für Breakfast on Pluto
- 2024: Auszeichnung als Bester Hauptdarsteller – Drama für Oppenheimer

Screen Actors Guild Award
- 2024: Auszeichnung als Bester Hauptdarsteller für Oppenheimer
- 2024: Auszeichnung für das Beste Ensemble für Oppenheimer

BAFTA Award
- 2007: Nominierung für den Rising Star
- 2023: Nominierung als Bester Hauptdarsteller für Peaky Blinders – Gangs of Birmingham
- 2024: Auszeichnung als Bester Hauptdarsteller für Oppenheimer

Critics’ Choice Movie Award
- 2018: Nominierung für das Beste Schauspielensemble für Dunkirk
- 2024: Nominierung als Bester Hauptdarsteller für Oppenheimer
- 2024: Auszeichnung für das Beste Schauspielensemble für Oppenheimer

Empire Award
- 2003: Nominierung als Bester Newcomer für 28 Days Later

Saturn Award
- 2005: Nominierung als Hervorragender Schauspieler in einem Film, einer Komödie oder einem Musical für Breakfast on Pluto
- 2006: Nominierung als Nebendarsteller für Red Eye

Europäischer Filmpreis
- 2006: Nominierung als Bester Schauspieler für Breakfast on Pluto und The Wind That Shakes the Barley

British Independent Film Award
- 2006: Nominierung als Beste Leistung eines Schauspielers in einem britischen Independent-Film für The Wind That Shakes the Barley
- 2007: Nominierung als Beste Leistung eines Schauspielers in einem britischen Independent-Film für Sunshine
- 2012: Nominierung als Bester Nebendarsteller für Broken

Drama Desk Award
- 2012: Auszeichnung als Hervorragende Einzelausstellung für Misterman

National Television Awards
- 2017: Nominierung als Beste Schauspielleistung für Peaky Blinders – Gangs of Birmingham
- 2020: Auszeichnung als Beste Schauspielleistung für Peaky Blinders – Gangs of Birmingham
- 2022: Auszeichnung als Beste Schauspielleistung für Peaky Blinders – Gangs of Birmingham

Critics’ Choice Super Award
- 2022: Nominierung als Bester Schauspieler in einem Horrorfilm für A Quiet Place 2

MTV Movie Award
- 2004: Nominierung als Beste bahnbrechende Leistung für 28 Days Later

Palm Springs International Film Festival
- 2024: Auszeichnung mit dem Desert Palm Achievement Award für Oppenheimer

Hollywood Critics Association Midseason Film Award
- 2021: Auszeichnung als Bester Nebendarsteller für A Quiet Place 2

Czech Lion Award
- 2017: Nominierung als Bester Hauptdarsteller für Operation Anthropoid

Washington D.C. Area Film Critics Association Award
- 2010: Nominierung als Bestes Ensemble für Inception

Dublin Film Critics’ Circle Award
- 2006: Nominierung als Bester Schauspieler für The Wind That Shakes the Barley

London Film Critics’ Circle Award
- 2006: Nominierung als Britischer Nebendarsteller des Jahres für Batman Begins

Irish Film & Television Award
- 2003: Nominierung als Bester Hauptdarsteller – Film für 28 Days Later
- 2005: Nominierung als Bester Nebendarsteller – Film für Batman Begins
- 2005: Nominierung als Bester Hauptdarsteller – Film für Red Eye
- 2007: Nominierung als Bester Hauptdarsteller – Film für The Wind That Shakes the Barley
- 2007: Auszeichnung als Bester Hauptdarsteller – Film für Breakfast on Pluto
- 2008: Nominierung als Bester Hauptdarsteller – Film für Sunshine
- 2010: Nominierung als Bester Nebendarsteller – Film für Inception
- 2010: Nominierung als Bester Hauptdarsteller – Film für Kopfgeld – Perrier’s Bounty
- 2015: Nominierung als Bester Hauptdarsteller – Dramaserie für Peaky Blinders – Gangs of Birmingham
- 2018: Auszeichnung als Bester Hauptdarsteller – Dramaserie für Peaky Blinders – Gangs of Birmingham
- 2020: Nominierung als Bester Hauptdarsteller – Dramaserie für Peaky Blinders – Gangs of Birmingham

Irish Times Theatre Award
- 2012: Auszeichnung als Bester Schauspieler für Misterman